# ممنوع الوقوف (مسلسل)
ممنوع الوقوف مسلسل بحريني، إنتاج سنة 2017م للكاتب محمد الكندري والمخرج علي العلي.

## قصة المسلسل
تدور أحداث المسلسل في إطار درامي اجتماعي رومانسي حول قضايا اجتماعية مثل الزواج والحب في المجتمع الخليجي، وحول الكبت والحرية، وغيرها من القضايا.

## بطولة
| اسم الفنان       | اسم الشخصية |
| ---------------- | ----------- |
| إبراهيم الحساوي  | ابو راشد    |
| حمد العماني      | فهد         |
| محمد صفر         | عيسى        |
| إلهام علي        | أسيل        |
| فاطمة عبد الرحيم | عفاف        |
| خالد امين        | راشد        |
| رؤى الصبان       | فاطمة       |
| فهد باسم         | صالح        |
| ليلى عبد الله    | ليلى        |
| عقيل الرئيسي     | طارق        |
| ليلى المقبالي    |             |
| هدى حمدان        |             |